# 张超 (别部司马)
张超（?—?），字子並，河間郡鄚县人，东汉末年文士。
西汉留侯张良之后裔。曾跟随車騎将軍朱儁征讨黄巾軍，为别部司马，以文章和草书见称，残存賦、頌19篇。《后汉书·卷八十下·文苑列传第七十下》有其传。

## 延伸阅读
[在维基数据编辑]
 《後漢書·卷80下》，出自范晔《後漢書》